# Берёзов Майдан
Берёзов Майдан — село в Воротынском районе Нижегородской области в составе Белавского сельсовета.

## Географическое положение
Село Берёзов Майдан расположено в 6 км к юго-западу от административного центра сельсовета — Белавки и в 6 км к югу от федеральной трассы М7 «Волга» по обоим берегам реки Белавки.